# Waliska (powiat grójecki)
Waliska – wieś w Polsce położona w województwie mazowieckim, w powiecie grójeckim, w gminie Nowe Miasto nad Pilicą.
W latach 1975–1998 miejscowość należała administracyjnie do województwa radomskiego.
Wierni kościoła rzymskokatolickiego należą do parafii św. Macieja Apostoła w Klwowie. We wsi znajduje się dwa zabytkowa kaplica pod wezwaniem św. Krzyża.